# CnsMin
CnsMin（シーエヌエスミン）は、中華人民共和国の3721 Network Software社(旧Inter China Network Software社、Yahoo!の子会社)が製作したプログラムの一つ。
その動作・性質から、アドウェア、あるいはマルウェア（スパイウェア、ブラウザハイジャッカー）の一種であると指摘される。日本語版は、JWord株式会社が配布するJWordや、壁紙.comが提供する壁Naviに含まれる。
2006年11月および2007年1月・2月・5月にはウェブルート・ソフトウェアの調査において、2008年下半期にはマイクロソフトの悪意のあるソフトウェアの削除ツール（MSRT）の調査において、最も流行したアドウェア、スパイウェアとして報告された。

## 概要
CnsMinは、Internet Explorerのアドレスバーに、中国語（日本語版では日本語）を入力することで検索が行えるようにする機能を持つ。CnsMin自体は、明白な有害性を持つものとはいえない。ただ、不可解な動作を行うことがあり、注意を要するプログラムである。
CnsMinは、アンチスパイソフトウェアにより、マルウェア（ブラウザハイジャッカー、スパイウエア）として検出されることがある。また、CnsMinがインストールされると、Internet Explorerの使用中にポップアップ広告を出すため、アドウェアの一種とされる。
日本語版のCnsMin（CnsMin.dll）をメインモジュールとするJWordを配布するJWord株式会社は、CnsMinがマルウェアなど悪意のあるプログラムとする疑惑に対して、以下の理由を挙げて否定する。
- 以前のJWordのバージョンは、日本語で書かれたJWordのWebサイトにアクセスしない限りアンインストールできなかった。アンチスパイソフトウェアの制作者は日本語を読めなかったため、彼らはCnsMinを「アンインストールが困難なブラウザハイジャッカー」と判断したものと推定される。

- 現在のJWordは、コントロールパネルからアンインストールすることもできる。JWordプラグインには、利用者を特定するような情報を取得する機能はないため、スパイウェアにあたらないが、特定のWebサイトにアクセスするとPCの利用者の許可をまったく取らずにインストールされることもあるため、多くの混乱を招いている。

現在はともかく、過去のJWordはアンインストールの仕方が困難なブラウザハイジャッカーであったことを認めるような説明であると指摘される。
検索機能の利用やアップデートの際に送信される情報の内容は明らかにされておらず、いまだスパイウェアの疑いが晴れたものとはいいがたい。

## 各マルウェア対策ソフトの対応
オリジナルのCnsMinをアドウェアとしているが、JWordプラグインはアドウェアではないとしてるのはキヤノンITソリューションズ（Spybot - Search & Destroy日本販売元）、トレンドマイクロ、アンラボ。
オリジナルのCnsMinをアドウェアとしているが、JWordプラグインについて記述がないのがシマンテック、Kaspersky、マカフィー。(詳しくは外部リンクの各社のリンクを参照)